# Де Вольф, Матиас
Матиас де Вольф (нидерл. Mathias De Wolf; род. 21 февраля 2002, Лёвен, Фламандский регион) — бельгийский футболист кубинского происхождения, защитник клуба «Ауд-Хеверле Лёвен».

## Клубная карьера
Де Вольф — воспитанник клуба «Брюгге». В 2020 году игрок перешёл в нидерландский НЕК. В том де году в матче против ТОП Осс он дебютировал в Эрстедивизи. По итогам сезона Матиас помог клубу выйти в элиту. 6 марта 2023 года в поединке против АЗ он дебютировал в Эредивизи. Летом того же года де Вольф перешёл в «Ауд-Хеверле Лёвен», где начал выступать за дублирующий состав.

## Карьера в сборной
В 2019 году в составе юношеской сборной Бельгии де Вольф принял участие в юношеском чемпионате Европы в Ирландии. На турнире он сыграл в матчах против команд Ирландии, Чехии, Греции, Нидерландов и Венгрии.